# Колос Костянтина
Колос Костянтина — частково збережена акролітична гігантська портретна статуя давньоримського імператора Костянтина Великого, залишки якої, включаючи голову, зберігаються в Палаццо-деї-Консерваторе в римських Капітолійських музеях.

## Опис
Статуя імператора була виконана в акролитовій техніці, тобто з використанням мармуру для тіла і розписного або позолоченого дерева для одягу; зверху, можливо, була покрита бронзою. Вона зображала Костянтина сидячим. Її розмір був великий — висота збереженої голови становить 2,5 м. Крім голови, збереглися інші мармурові частини — ступні, кисті рук. Судячи з них, обчислюють, що приблизний розмір пам'ятника становив приблизно 12 метрів у висоту.
Спочатку колосальна статуя розміщувалася в західній апсиді  Базиліки Максенція — будівля виконувала не сакральні, а державні функції, і статуя імператора символізувала його божественну владу і присутність під час звершення справ. Розбита статуя була, швидше за все, під час вандальскої навали, можливо, мародерами, що зняли з неї бронзу. У Новий час статуя була витягнута на світ лише в 1486 році, після чого її розмістили в Палаццо Консерваторів.

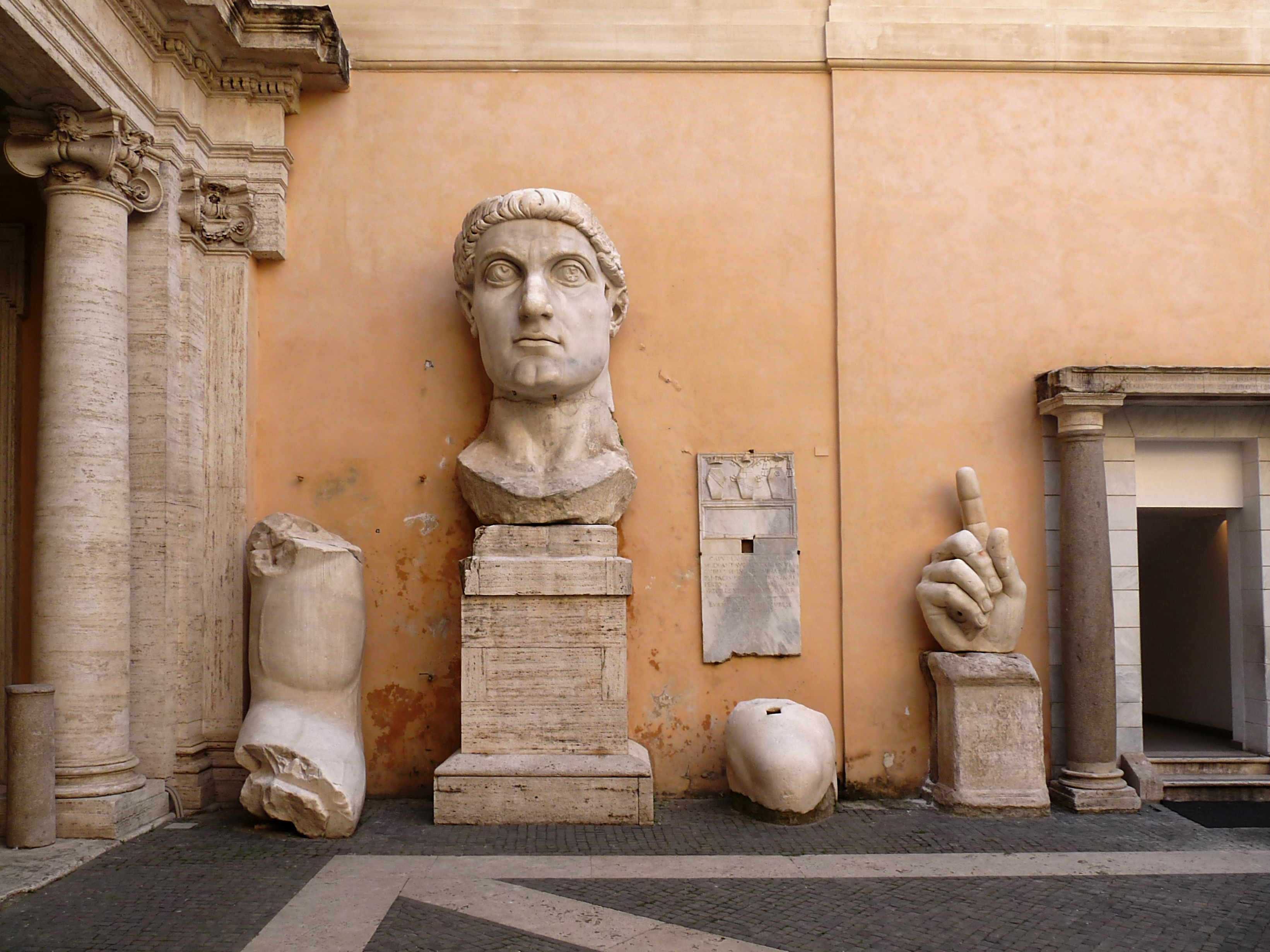

Порядок розташування фрагментів у дворику Палаццо: права рука (з ліктем), голова, праве коліно, права рука, потім вхід в музей, ліва гомілка, права нога, ліва колінної чашечки, потім колона, а потім ліва нога. Цікаво, що права рука присутня в кількості двох екземплярів, які трохи відрізняються один від одного. Згідно висунутому припущенню, статую переробляли десь в кінці правління Костянтина, і рука, що тримала скіпетр, була замінена на руку, що тримає християнський символ.

## Стиль

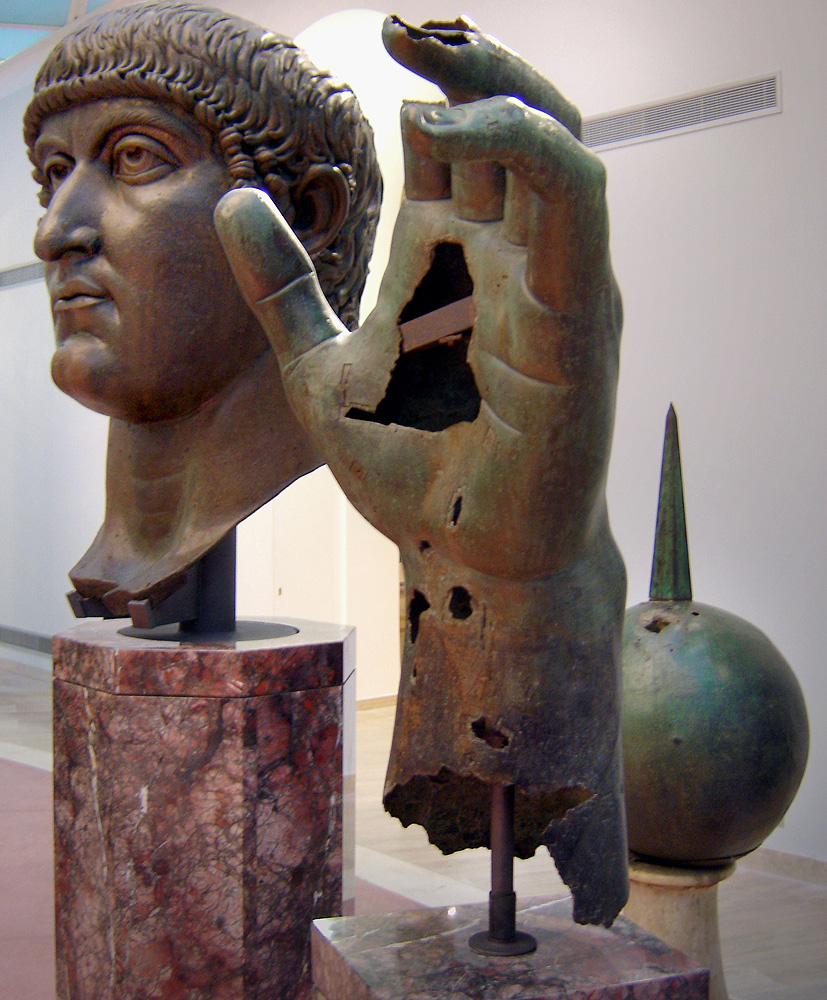
Фрагменти бронзового колоса Костянтина

«Голова Костянтина є найбільш яскравим зразком того іконообразно-репрезентативного офіційного портрета, який остаточно складається в цю епоху. Про портретну схожість тут немає й мови. Це обличчя є абстрактним зображення імператора — земного божества. Трактування образу володаря в давньосхідному мистецтві, безсумнівно, справило великий вплив на складання цього типу зображення. Сувора симетрія, моделювання великими нерозчленованими площинами, чітко окреслені губи гарного малюнка, традиційна зачіска у вигляді рівного валика напівкруглих локонів над чолом і правильні дуги брів характерні для подібних зображень. Величезні очі з великими, позначеними широкими дугоподібними врезамі зіницями надають цій особі вираз замкнутої, недоступної для простих смертних величі. Голова імператора Костянтина представляє певний напрям у розвитку портрета цього часу, яке можна назвати офіційним.» 
Аналогічний пам'ятник, також фрагментований, тільки виконаний з бронзи, зберігається у внутрішніх приміщеннях того ж музею.